# This Present Wasteland
Albums de Metal Church
A Light In The Dark
(2006)
This Present Wasteland est le 9e et dernier album studio du groupe de heavy metal Metal Church.

## Liste Des Titres
| No  | Titre                      | Durée |
| --- | -------------------------- | ----- |
| 1.  | The Company Of Sorrow      | 6:36  |
| 2.  | The Perfect Crime          | 4:35  |
| 3.  | Deeds Of A Dead Soul       | 8:27  |
| 4.  | Meet Your Maker            | 5:34  |
| 5.  | Monster                    | 6:25  |
| 6.  | Crawling To The Extinction | 4:10  |
| 7.  | A War Never Won            | 5:33  |
| 8.  | Mass Histeria              | 4:42  |
| 9.  | Breathe Again              | 5:24  |
| 10. | Congreagtion               | 5:52  |